# Liste des réacteurs nucléaires en Russie
La liste des réacteurs nucléaires de Russie en 2024 compte 36 réacteurs de production, ce qui fait de la Russie le quatrième plus gros parc mondial de production d'électricité nucléaire avec 26,8 GW installé (après les États-Unis, la France et la Chine). Par ailleurs, la Russie compte un nombre très important de réacteurs nucléaires de recherche civils ou militaires.
Du temps de l'URSS, les réacteurs sont développés, construits et exploités par le ministère de l'énergie atomique (MINATOM). Depuis 2007, tous les réacteurs sont construits par Atomenergomash et exploités par Rosenergoatom (REA), toutes deux filiales de Rosatom.
En août 2024, la Russie compte 36 réacteurs nucléaires électrogènes opérationnels et quatre en construction, répartis sur 12 sites :
- 22 appartiennent à la filière des réacteurs à eau pressurisée russe (VVER), et trois autres réacteurs sont en construction,
- 10 à la filière des réacteurs de grande puissance à tubes de force russes (RBMK),
- 2 petits réacteurs modulaires de la filière des réacteurs à eau pressurisée (REP),
- et 3 réacteurs à neutrons rapides : deux réacteurs à neutrons rapides à caloporteur sodium (RNR-Na) opérationnels, et un réacteur à neutrons rapides à caloporteur plomb (RNR-Pb) en construction.

Le réacteur Leningrad II-2 est le dernier entré en service, en 18 mars 2021.
| \| Balakovo Beloïarsk Kalinine Kola Koursk Leningrad Novovoronej Rostov Smolensk \| Localisation des centrales nucléaires en Russie (sauf Bilibino en Sibérie) |
| Balakovo Beloïarsk Kalinine Kola Koursk Leningrad Novovoronej Rostov Smolensk                                                                                  |

## Réacteurs de production d'électricité

### Définitions (glossaire de la base de données PRIS de l'AIEA)
Les caractéristiques des réacteurs sont données dans les tableaux ci-après ; les données sont principalement issues de la base de données PRIS (Power Reactor Information System) de l’Agence international de l'énergie atomique (AIEA) qui définit ainsi les termes :
- la puissance nette correspond à la puissance électrique délivrée sur le réseau et sert d'indicateur en termes de puissance installée ;
- la puissance brute correspond à la puissance délivrée par l'alternateur (soit la puissance nette augmentée de la consommation interne de la centrale) ;
- la puissance thermique correspond, à la puissance délivrée par la chaudière nucléaire.

Le début de construction correspond à la date de coulage des fondations du bâtiment réacteur. Une tranche (nom utilisé pour un réacteur complet) est considérée comme opérationnelle après son premier couplage au réseau électrique. La mise en service commerciale est le transfert contractuel de l’installation du constructeur vers le propriétaire ; intervenant en principe après réalisation des tests réglementaires et contractuels, et après fonctionnement continu à 100 % pendant une durée définie au contrat de construction.
Des réacteurs nucléaires expérimentaux (préfigurant la filière des réacteurs RBMK et aujourd'hui à l'arrêt) ont été construits et exploités dans les centrales nucléaires d'Obninsk et de Troïtsk.
| Centrale nucléaire | Unité | Statut          | Type   | Modèle          | Puissance   | Puissance   | Puissance       | Début de construction | Raccordement au réseau | Mise en service commercial | Arrêt définitif  |
| Centrale nucléaire | Unité | Statut          | Type   | Modèle          | nette (MWe) | brute (MWe) | thermique (MWt) | Début de construction | Raccordement au réseau | Mise en service commercial | Arrêt définitif  |
| ------------------ | ----- | --------------- | ------ | --------------- | ----------- | ----------- | --------------- | --------------------- | ---------------------- | -------------------------- | ---------------- |
| Balakovo           | 1     | Opérationnel    | REP    | VVER-1000/V320  | 950         | 1 000       | 3 000           | 1er décembre 1980     | 28 décembre 1985       | 23 mai 1986                |                  |
| Balakovo           | 2     | Opérationnel    | REP    | VVER-1000/V320  | 950         | 1 000       | 3 000           | 1er août 1981         | 8 octobre 1987         | 18 janvier 1988            |                  |
| Balakovo           | 3     | Opérationnel    | REP    | VVER-1000/V320  | 950         | 1 000       | 3 000           | 1er novembre 1982     | 25 décembre 1988       | 8 avril 1989               |                  |
| Balakovo           | 4     | Opérationnel    | REP    | VVER-1000/V320  | 950         | 1 000       | 3 000           | 1er avril 1984        | 11 avril 1993          | 22 décembre 1993           |                  |
| Beloïarsk          | 1     | Arrêté          | RBMK   | AMB-100         | 102         | 108         | 286             | 1er juin 1958         | 26 avril 1964          | 26 avril 1964              | 1er janvier 1983 |
| Beloïarsk          | 2     | Arrêté          | RBMK   | AMB-200         | 146         | 160         | 530             | 1er janvier 1962      | 26 décembre 1967       | 1er décembre 1969          | 1er janvier 1990 |
| Beloïarsk          | 3     | Opérationnel    | RNR-Na | BN-600          | 560         | 600         | 1 470           | 1er janvier 1969      | 8 avril 1980           | 1er novembre 1981          |                  |
| Beloïarsk          | 4     | Opérationnel    | RNR-Na | BN-800          | 820         | 885         | 2 100           | 18 juillet 2006       | 10 décembre 2015       | 31 octobre 2016            |                  |
| Bilibino           | 1     | Arrêté          | RBMK   | EGP-6           | 11          | 12          | 62              | 1er janvier 1970      | 12 janvier 1974        | 1er avril 1974             | 14 janvier 2019  |
| Bilibino           | 2     | Opérationnel    | RBMK   | EGP-6           | 11          | 12          | 62              | 1er janvier 1970      | 30 décembre 1974       | 1er février 1975           |                  |
| Bilibino           | 3     | Opérationnel    | RBMK   | EGP-6           | 11          | 12          | 62              | 1er janvier 1970      | 22 décembre 1975       | 1er février 1976           |                  |
| Bilibino           | 4     | Opérationnel    | RBMK   | EGP-6           | 11          | 12          | 62              | 1er janvier 1970      | 27 décembre 1976       | 1er janvier 1977           |                  |
| Brest OD-300       | 1     | En construction | RNR-Pb | BREST-OD-300    | 300         | 320         | 700             | 8 juin 2021           |                        |                            |                  |
| Kalinine           | 1     | Opérationnel    | REP    | VVER-1000/V338  | 950         | 1 000       | 3 000           | 1er février 1977      | 9 mai 1984             | 12 juin 1985               |                  |
| Kalinine           | 2     | Opérationnel    | REP    | VVER-1000/V338  | 950         | 1 000       | 3 000           | 1er février 1982      | 3 décembre 1986        | 3 mars 1987                |                  |
| Kalinine           | 3     | Opérationnel    | REP    | VVER-1000/V320  | 950         | 1 000       | 3 200           | 1er octobre 1985      | 14 décembre 2004       | 8 novembre 2005            |                  |
| Kalinine           | 4     | Opérationnel    | REP    | VVER-1000/V320  | 950         | 1 000       | 3 200           | 1er août 1986         | 24 novembre 2011       | 25 décembre 2012           |                  |
| Kaliningrad        | 1     | Suspendu        | REP    | VVER-1200/V-491 | 1 109       | 1 194       | 3 200           | 24 février 2012       |                        |                            | 2014 (suspendu)  |
| Kaliningrad        | 2     | Suspendu        | REP    | VVER-1200/V-491 | 1 109       | 1 194       | 3 200           | 24 février 2012       |                        |                            | 2014 (suspendu)  |
| Kola               | 1     | Opérationnel    | REP    | VVER-440/V230   | 411         | 440         | 1 375           | 1er mai 1970          | 27 juin 1973           | 28 décembre 1973           |                  |
| Kola               | 2     | Opérationnel    | REP    | VVER-440/V230   | 411         | 440         | 1 375           | 1er mai 1970          | 9 décembre 1974        | 21 février 1975            |                  |
| Kola               | 3     | Opérationnel    | REP    | VVER-440/V213   | 411         | 440         | 1 375           | 1er avril 1977        | 24 mars 1981           | 3 décembre 1982            |                  |
| Kola               | 4     | Opérationnel    | REP    | VVER-440/V213   | 411         | 440         | 1 375           | 1er avril 1977        | 11 octobre 1984        | 6 décembre 1984            |                  |
| Koursk             | 1     | Arrêté          | RBMK   | RBMK-1000       | 925         | 1 000       | 3 200           | 1er juin 1972         | 19 décembre 1976       | 12 octobre 1977            | 19 décembre 2021 |
| Koursk             | 2     | Arrêté          | RBMK   | RBMK-1000       | 925         | 1 000       | 3 200           | 1er janvier 1973      | 28 janvier 1979        | 17 août 1979               | 31 janvier 2024  |
| Koursk             | 3     | Opérationnel    | RBMK   | RBMK-1000       | 925         | 1 000       | 3 200           | 1er avril 1978        | 17 octobre 1983        | 30 mars 1984               |                  |
| Koursk             | 4     | Opérationnel    | RBMK   | RBMK-1000       | 925         | 1 000       | 3 200           | 1er mai 1981          | 2 décembre 1985        | 5 février 1986             |                  |
| Koursk             | II-1  | En construction | REP    | VVER-TOI/V510   | 1 200       | 1 255       | 3 300           | 28 avril 2018         |                        |                            |                  |
| Koursk             | II-2  | En construction | REP    | VVER-TOI/V510   | 1 200       | 1 255       | 3 300           | 1er mai 2019          |                        |                            |                  |
| Koursk             | II-3  | En projet       | REP    | VVER-TOI/V510   | ~1 200      | ~1 255      | ~3 300          |                       |                        |                            |                  |
| Koursk             | II-4  | En projet       | REP    | VVER-TOI/V510   | ~1 200      | ~1 255      | ~3 300          |                       |                        |                            |                  |
| Leningrad          | 1     | Arrêté          | RBMK   | RBMK-1000       | 925         | 1 000       | 3 200           | 1er mars 1970         | 21 décembre 1973       | 1er novembre 1974          | 22 décembre 2018 |
| Leningrad          | 2     | Arrêté          | RBMK   | RBMK-1000       | 925         | 1 000       | 3 200           | 1er juin 1970         | 1er juillet 1975       | 11 février 1976            | 10 novembre 2020 |
| Leningrad          | 3     | Opérationnel    | RBMK   | RBMK-1000       | 925         | 1 000       | 3 200           | 1er décembre 1973     | 7 décembre 1979        | 29 juin 1980               |                  |
| Leningrad          | 4     | Opérationnel    | RBMK   | RBMK-1000       | 925         | 1 000       | 3 200           | 1er février 1975      | 9 février 1981         | 29 août 1981               |                  |
| Leningrad          | II-1  | Opérationnel    | REP    | VVER-1200/V491  | 1 066       | 1 188       | 3 200           | 25 octobre 2008       | 9 mars 2018            | 29 octobre 2018            |                  |
| Leningrad          | II-2  | Opérationnel    | REP    | VVER-1200/V491  | 1 066       | 1 188       | 3 200           | 15 avril 2010         | 22 octobre 2020        | 18 mars 2021               |                  |
| Leningrad          | II-3  | En construction | REP    | VVER-1200/V491  | 1 150       | 1 199       | 3 200           | 14 mars 2024          |                        | 2030                       |                  |
| Leningrad          | II-4  | En projet       | REP    | VVER-1200/V491  | 1 150       | 1 199       | 3 200           |                       |                        | 2032                       |                  |
| Novovoronej        | 1     | Arrêté          | REP    | VVER-210/V1     | 197         | 210         | 760             | 1er juillet 1957      | 30 septembre 1964      | 31 décembre 1964           | 16 février 1988  |
| Novovoronej        | 2     | Arrêté          | REP    | VVER-365/V3M    | 336         | 365         | 1 320           | 1er juin 1964         | 27 décembre 1969       | 14 avril 1970              | 29 août 1990     |
| Novovoronej        | 3     | Arrêté          | REP    | VVER-440/V179   | 385         | 417         | 1 375           | 1er juillet 1967      | 27 décembre 1971       | 29 juin 1972               | 25 décembre 2016 |
| Novovoronej        | 4     | Opérationnel    | REP    | VVER-440/V179   | 385         | 417         | 1 375           | 1er juillet 1967      | 28 décembre 1972       | 24 mars 1973               |                  |
| Novovoronej        | 5     | Opérationnel    | REP    | VVER-1000/V187  | 950         | 1 000       | 3 000           | 1er mars 1974         | 31 mai 1980            | 20 février 1981            |                  |
| Novovoronej        | II-1  | Opérationnel    | REP    | VVER-1200/V392M | 1 114       | 1 180       | 3 200           | 24 juin 2008          | 5 août 2016            | 27 février 2017            |                  |
| Novovoronej        | II-2  | Opérationnel    | REP    | VVER-1200/V392M | 1 114       | 1 180       | 3 200           | 12 juillet 2009       | 1er mai 2019           | 31 octobre 2019            |                  |
| Rostov             | 1     | Opérationnel    | REP    | VVER-1000/V320  | 989         | 1 041       | 3 200           | 1er septembre 1981    | 30 mars 2001           | 25 décembre 2001           |                  |
| Rostov             | 2     | Opérationnel    | REP    | VVER-1000/V320  | 950         | 1 000       | 3 200           | 1er mai 1983          | 18 mars 2010           | 10 décembre 2010           |                  |
| Rostov             | 3     | Opérationnel    | REP    | VVER-1000/V320  | 950         | 1 000       | 3 000           | 15 septembre 2009     | 22 décembre 2014       | 17 septembre 2015          |                  |
| Rostov             | 4     | Opérationnel    | REP    | VVER-1000/V320  | 979         | 1 030       | 3 000           | 16 juin 2010          | 2 février 2018         | 28 septembre 2018          |                  |
| Smolensk           | 1     | Opérationnel    | RBMK   | RBMK-1000       | 925         | 1 000       | 3 200           | 1er octobre 1975      | 9 décembre 1982        | 30 septembre 1983          |                  |
| Smolensk           | 2     | Opérationnel    | RBMK   | RBMK-1000       | 925         | 1 000       | 3 200           | 1er juin 1976         | 31 mai 1985            | 2 juillet 1985             |                  |
| Smolensk           | 3     | Opérationnel    | RBMK   | RBMK-1000       | 925         | 1 000       | 3 200           | 1er mai 1984          | 17 janvier 1990        | 12 octobre 1990            |                  |
| Smolensk           | II-1  | En projet       | REP    | VVER-TOI        | ~1 200      | ~1 255      | ~3 300          | mars 2027             |                        | 2032                       |                  |
| Smolensk           | II-2  | En projet       | REP    | VVER-TOI        | ~1 200      | ~1 255      | ~3 300          |                       |                        | 2034                       |                  |

### Réacteurs de faible puissance (SMR ousmall modular reactor)
L'Akademik Lomonosov est un barge sur laquelle est installé un paire de petit réacteur nucléaire modulaire (PRM) de 32 MWe chacun, et destiné à la production d'électricité en zone reculée.
| Centrale nucléaire | Unité | Statut       | Type | Modèle  | Puissance   | Puissance   | Puissance       | Début de construction | Raccordement au réseau | Mise en service commercial |
| Centrale nucléaire | Unité | Statut       | Type | Modèle  | nette (MWe) | brute (MWe) | thermique (MWt) | Début de construction | Raccordement au réseau | Mise en service commercial |
| ------------------ | ----- | ------------ | ---- | ------- | ----------- | ----------- | --------------- | --------------------- | ---------------------- | -------------------------- |
| Akademik Lomonosov | 1     | Opérationnel | REP  | KLT-40S | 32          | 35          | 150             | 15 avril 2007         | 19 décembre 2019       | 22 mai 2020                |
| Akademik Lomonosov | 2     | Opérationnel | REP  | KLT-40S | 32          | 35          | 150             | 15 avril 2007         | 19 décembre 2019       | 22 mai 2020                |

### Constructions annulées
La construction du cinquième réacteur RBMK de la Centrale nucléaire de Koursk est stoppée depuis 2012, soit 27 ans après le début des travaux, et celle du réacteur KURSK-6 a été abandonnée après 7 ans de travaux (de 1986 à 1993).

## Liste des unités de recherche ou d'enrichissement
Il y a en Russie approximativement 109 réacteurs de recherche ou à vocation militaire à l'origine. Les plus importants sont :
- Réacteur T-15, réacteur de fusion de l'Institut Kourtchatov
- Jeleznogorsk, nom de code Krasnoïarsk-26, près de Krasnoïarsk
- Lesnoï, nom de code Sverdlovsk-45, près de Sverdlovsk
- Novoouralsk, nom de code Sverdlovsk-44, près de Sverdlovsk
- Ozersk, nom de code Tcheliabinsk-65, près de Tcheliabinsk
- Sarov, nom de code Arzamas-16, près de Nijni Novgorod
- Snejinsk, nom de code Tcheliabinsk-70, près de Tcheliabinsk
- Seversk, nom de code Tomsk-7, près de Tomsk
- Triokhgorny, nom de code Zlatoust-36, près de Tcheliabinsk
- Zelenogorsk, nom de code Krasnoïarsk-45, près de Krasnoïarsk

Ces sites étaient également des villes fermées du temps de l'Union soviétique.